# Borisz Georgiev
Borisz Georgiev (cirill betűkkel: Борис Георгиев, Szófia, 1982. december 5. –) Európa-bajnok bolgár amatőr ökölvívó.

## Eredményei
- 2000-ben ezüstérmes a junior világbajnokságon pehelysúlyban. A döntőben Káté Gyulától szenvedett vereséget.
- 2000-ben ezüstérmes az Európa-bajnokságon pehelysúlyban.A döntőben Ramaz Palianitól szenvedett vereséget.
- 2002-ben ezüstérmes az Európa-bajnokságon könnyűsúlyban. A döntőben az orosz Alekszandr Maletintől kapott ki.
- 2004-ben bronzérmes az olimpián kisváltósúlyban. Az elődöntőben a kubai Yudel Johnsontól szenvedett vereséget.
- 2006-ban Európa-bajnok kisváltósúlyban.

1. ↑  Olympedia (angol nyelven), 2006